# Festival Cultural de Harlem

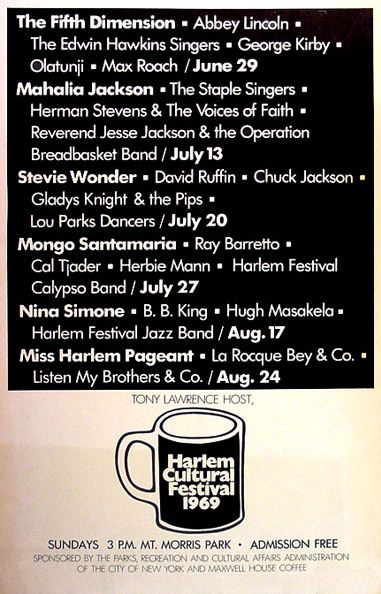
Festival Cultural de Harlem o Festival Negro en 1969

El Festival Cultural de Harlem (también conocido como «el Woodstock Negro») fue una serie de conciertos de música que se llevaron a cabo en Harlem, Manhattan, Ciudad de Nueva York, durante el verano de 1969 para celebrar la música y la cultura afroestadounidenses y para promover la política continuada en pro del orgullo negro. Entre las artistas participantes estuvieron Nina Simone, B.B. King, Sly & the Family Stone, Jesse Jackson, Abbey Lincoln & Max Roach, The 5th Dimension, Gladys Knight and the Pips, Stevie Wonder, Mahalia Jackson, y Moms Mabley, entre muchos otros.

El productor Hal Tochin filmó la totalidad de los conciertos, aunque la mayoría de estas filmaciones aún no han circulado de manera oficial. La filial neoyorkina de la estación de televisión WNEW Metromedia Channel 5 (ahora FOX)  emitió especiales de una hora de duración de las grabaciones los sábados por la noche en el horario de 10:30 PM entre junio y agosto de 1969. El festival fue promovido por Tony Lawrence, un cantante de nightclubs de Nueva York.